# DCAM
DCAM (Deployable CAMera,DCAM)は、2010年5月21日に打ち上げられた独立行政法人宇宙航空研究開発機構・宇宙科学研究所（ISAS/JAXA）及び月・惑星探査プログラムグループ（JSPEC/JAXA）が開発した小型ソーラー電力セイル実証機IKAROSと、やはり宇宙航空研究開発機構が開発し、2014年12月3日に打ち上げられた小惑星探査機はやぶさ2に搭載された、探査機本体から分離して撮影を行う分離カメラである。IKAROSにはDCAM1、DCAM2の2機のDCAMが、はやぶさ2にはDCAM3が搭載され、DCAM1、DCAM2は最小の惑星間子衛星としてギネス世界記録に認定されている。

## 分離カメラの発想
人工衛星は次第に大型化しており、日本でもだいちやきく8号のように、軌道上に大型の太陽電池パネルやアンテナなどの構造物を広げる大型衛星の開発、打ち上げが進んでいる。その一方で大学の研究室などで開発が進められるようになった、CubeSatのような超小型衛星の開発も活発化してきている。衛星が大型化して軌道上で大型の構造物を広げるようになる中で、課題の1つに取り上げられるようになったのが衛星の外観検査手法である。これは大型の太陽電池パネルやアンテナなどの構造物を広げた衛星の、全体像を把握する技術が求められるようになったことを意味しているが、衛星に大規模な検査システムを搭載するリソースを割くことは困難であり、そこで近年の宇宙開発の流れの1つである超小型衛星に着目し、衛星からカメラを分離して、大型の太陽電池パネルやアンテナなどの構造物を広げた衛星の全体像を撮影するアイデアが検討され始めた。
実際問題、軌道上で大型構造物を展開する衛星では、軌道上で計画通り構造物が展開できているかどうかを、衛星に搭載された複数の固定カメラで確認するなどしてきたが、衛星が大型化するに従って全体像を撮影するのは困難になってきた。そこで超小型分離カメラと衛星からの分離機構からなるシステムである超小型プローブシステムが検討に上るようになった。

## IKAROS搭載決定と開発

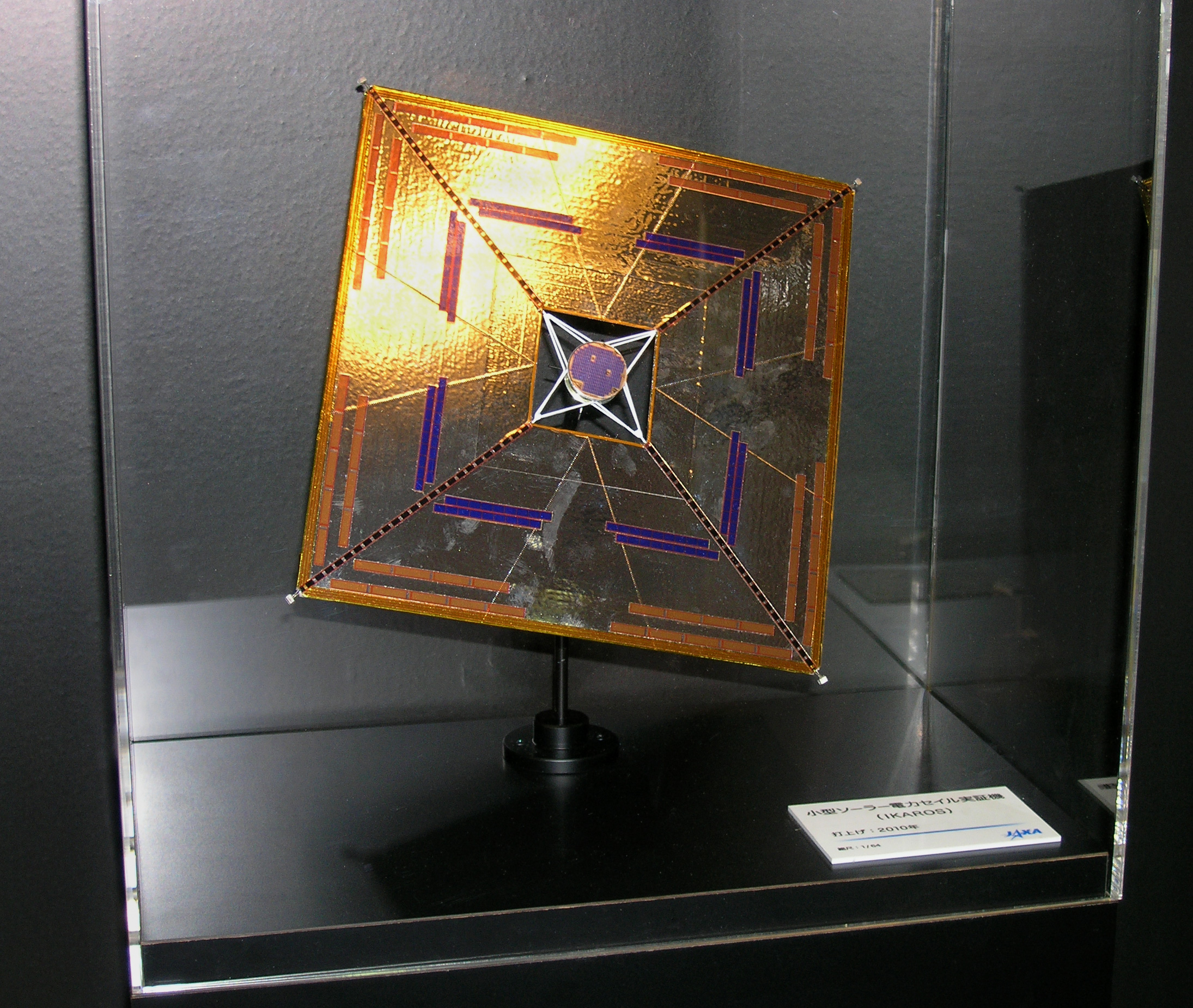
IKAROSの模型

2007年末、金星探査機あかつきのピギーバック衛星として打ち上げられる、ソーラー電力セイル実証機IKAROSの開発が始まった。IKAROS計画自体、計画開始から実際の打ち上げまで約2年半という極めて急ピッチに進められた計画であり、しかも従来の科学衛星の約10分の1という極めて低コストでの開発が求められた。時間、コストに関しての厳しい制約は衛星の開発方針に大きな影響を与えた。
ところでソーラーセイルとは太陽の光圧をセイル（帆）に受けて、太陽系内を航行するいわゆる宇宙ヨットである。そして日本独自のアイデアとして、ソーラーセイルのセイル部分に薄膜太陽電池を貼りつけ、帆としての役割とともに太陽光発電も行うソーラー電力セイルが考え出された。IKAROSはソーラー電力セイルの世界初の実証機として開発が進められていくが、当然、軌道上でセイルを広げることになる。セイルの大きさは1辺14メートルの正方形であり、実際に軌道上できちんとセイルが広げられたのかを検証する方法が課題となった。
IKAROSのセイルが軌道上でしっかり開いたかどうか確認するため、まずは4台のカメラが衛星本体に搭載されることが決まった。当初、その4台のカメラで軌道上で広げられたセイルの形状把握が出来るのではと考えられていたが、計画が進むにつれて1辺14メートルという大きなセイルの形状を固定カメラだけで確認するのは無理であることが明らかとなり、結局は衛星本体から放出されたカメラが離れた場所からセイルを撮影するしかないとの結論となった。そこでIKAROSから放出して外部からIKAROSを撮影するカメラ、DCAM（Deployable CAMera）の開発が始まった。先述のようにIKAROS計画自体に時間とコストに厳しい制約が課せられており、しかもIKAROS本体から分離してIKAROSを撮影するという分離カメラの宿命として、小型軽量なものであることが求められた。なお衛星本体からカメラを放出して衛星の全体像を撮影する、分離カメラという試みは世界初のことであった。
超小型カメラを衛星本体から分離して外から撮影を行えば衛星本体の大型の展開物、IKAROS計画の場合、ソーラー電気セイルの全体像を撮影することが可能となる。しかしこれまで設置されてきた衛星本体の固定カメラに加えて、新たな分離カメラと衛星からの分離機構からなるプローブシステムを搭載することは衛星全体の構造、そしてインタフェースに影響を及ぼすことになる。そこで超小型プローブシステムと従来からある固定カメラとを統合したシステムが開発された。固定カメラと新たに搭載する分離カメラのシステムを統合することによって、衛星本体とのインタフェースの簡略化と、分離カメラが取得した画像の圧縮、保存などが固定カメラと同一の処理系で行うことができる。これは衛星本体から分離された後、短時間で使用を終えることになる超小型プローブシステムのために専用の処理系を搭載するやり方よりも、衛星の構成のみならずコスト面からも有利であった。またシステムの処理系ではマイコンを使用せずFPGAを採用した。ユーザーがオリジナルの論理回路を構築することが可能な半導体デバイスであるFPGAを使用することによって、柔軟かつコンパクトなシステム構築が可能となった。
分離カメラを運用するに当たっての大きな問題の1つが、取得した画像データをどのように衛星本体に転送するかということであった。画像データはテレメトリデータに較べて遥かに容量が大きく、転送時に広い帯域が必要となる。そこでまずは画像データに圧縮をかけて衛星本体にデジタル無線送信するという一般的に使われている方法が考えられるが、この方法を採用した場合、分離カメラ本体に高度な処理系と高速デジタル送信機を搭載する必要がある。超小型、軽量を至上命題とする超小型分離カメラにそのような処理系、送信機を搭載することは困難であった。そこでアナログテレビの技術の1つであるアナログNTSC信号でデータ転送を行うこととした。
結局、IKAROS本体固定カメラ4台、分離カメラ（DCAM）2台、そして固定カメラ、分離カメラを統合してデータの圧縮、保存などを行うカメラコントローラー1台から構成されるシステムが構築された。分離カメラで取得した画像データはアナログNTSC信号であり、カメラ内に内蔵されたアナログビデオ送信機でまずIKAROS本体にあるカメラコントローラーへとアナログ伝送する。しかしこのままでは地球へ画像送信できないので、カメラコントローラー内でデータをデジタル変換し、変換後のデータを圧縮、保存した上で、必要に応じてIKAROS本体のシステムへと転送することにした。実際、DCAMは1秒当たり30コマのペースでアナログ動画を撮り続け、それをまずアナログ通信でカメラコントローラーへ送り、その後、受信したデータの中から適当なタイミングで取り込み、保存する形となった。
またDCAMにとってIKAROS本体からの放出方法と姿勢制御も課題であった。DCAMはIKAROSから放出された後、きちんとソーラー電力セイルが広げられているかどうか、セイルの全体像を撮影せねばならない。また撮影は1度きりではなく連続撮影が求められていた。ただやみくもにIKAROSから放出して撮影をしたところでミッションの成功はおぼつかない。そしてIKAROSはセイル展開後も回転しているものの、回転しているIKAROSの角速度のみではDCAMの姿勢安定には不充分であり、放出時に更に回転をかける必要性があった。つまり放出時にはDCAMに回転をかけつつIKAROS全体を撮影できる方向へと放出することが求められた。
結局円筒形のDCAMの底部を4つの半球状の爪で押さえる形で分離機構に固定することになった、これは本体の一端を固定する片持ち梁と呼ばれる固定方法である。そして分離時にはDCAMの底部にある部材をバネで押し出し、同時にDCAM底部の端2ヵ所を弾くようにして力を加え、回転をかけることになった。
DCAM開発に当たっては上記のようなミッション遂行上必要とされた様々な条件の上に、やはりコスト面についても問題となった。そのため宇宙用ではなく、小型、高性能かつ比較期安価である民生品を大幅に利用していくことになった。しかし宇宙用ではない民生品には、厳しい宇宙環境で性能が発揮できるかどうかの信頼性の問題がある。そこで打ち上げ時の振動に耐えられるかどうかの振動試験、更には熱試験、真空試験を行い、民生品を多用したDCAMが宇宙空間で実際に性能が発揮できるかどうかを確認していった。

## DCAM1、DCAM2とその運用

### DCAM1、DCAM2の仕様

7の部分のIKAROS本体に、DCAM1、DCAM2は互いに180度離れた位置（つまり円のお互い反対側）に設置された。

完成したDCAMは、まず分離カメラ本体は、直径55ミリメートル、高さ約60ミリメートル、質量は約280グラムという超小型であった。分離カメラは2機搭載され、それぞれDCAM1、DCAM2と名づけられた。DCAM1、DCAM2は分離機構に搭載され、位置的にはセイル部分を含まない円形をしたIKAROS本体に180度離れて、つまり円形のIKAROS本体のお互い反対側に設置された。DCAM1、DCAM2は同一設計であるが、DCAM1の分離機構には受信アンテナ等、データの受信系が付いており、DCAM2には受信系が無い。これはDCAM1、DCAM2ともDCAM1の受信系を利用することになっており、DCAM2の分離機構には受信系が必要ではないためである。また分離予定時におけるIKAROS本体の回転速度に違いがあるのでDCAM1とDCAM2の放出速度が異なり、その結果、分離機構の押し出し部分のバネも異なっている。
DCAM1、DCAM2の電力は内蔵の電池によってまかなわれており、太陽電池は搭載していないために電池切れによって使用できなくなる。DCAM1、DCAM2の動作時間は約15分、IKAROS本体から分離後、数十メートル離れた場所まで撮影ができる。DCAM1、DCAM2搭載のカメラは大きく広がったIKAROSのソーラー電力セイル全体を撮影するため、広角レンズが用いられている。また撮影のプログラムはあらかじめ設定されていて、打ち上げ後、IKAROS本体を通してのプログラム変更は不可能であり、IKAROS本体からの入力はヒーターのスイッチとIKAROS本体からの分離信号のみとなっている。

### 運用と成果
2010年5月21日に打ち上げられたIKAROSは、打ち上げ後約1週間をかけて機器のチェックなどを行い、6月2日よりソーラー電力セイルの展開を開始した。6月9日には展開が終了し、6月14日に第1回分離カメラミッションとしてDCAM2が放出された。第1回分離カメラミッションは、ソーラー電力セイルの展開から時間があまり経っていないIKAROSのスピンが早い状態での放出であったため、放出速度を速めに設計しているDCAM2が放出された。DCAM2は計26枚の有効画像の撮影に成功し、15枚目の写真でソーラー電力セイル全体の撮影に成功し、宇宙空間で初となる分離カメラによる宇宙機全体の撮影に成功した。撮影の結果、セイルの膜面に損傷は無く、均等に展開できていることが確認できた。
6月16日にはIKAROSの回転速度を遅くし、6月19日に第2回分離カメラミッションとしてDCAM1が放出された。IKAROSの回転速度が遅くなった後であるため、DCAM1はDCAM2の約3分の2のスピードで放出された。放出速度が遅いため、DCAM1はDCAM2よりもIKAROSに近い位置からの撮影を行うことが可能であり、より詳細なセイルの展開状態を確認することができた。
またDCAM1では電気的に反射率、吸収率を変化させることによってソーラー電力セイルにかかる光圧を変化させ、姿勢制御を行う可変反射率デバイス（液晶デバイス）の動作確認も行った。可変反射率デバイスの動作確認のため、DCAM1はソーラー電力セイルの太陽光反射を直接見ないような方向へと打ち出された。太陽光の直接反射を見ない状態では、拡散した反射光のみがDCAM1に入ってくるため、可変反射率デバイスのオン、オフ状態を画像ではっきりと確認することができた。
このように約15分間という短い運用時間であったが、DCAM1、DCAM2ともIKAROSからの放出、そしてIKAROS本体の撮影に成功し、ソーラー電力セイルの展開状態を確認して異常が無いことと、可変反射率デバイスが正常に動作することを確認した。DCAM1、DCAM2は放出後約15分で電池が切れて活動を休止したが、ともに太陽を周回する世界最小の人工惑星となった。そしてDCAM1、DCAM2は最小の惑星間子衛星（Smallest interplanetary subsatellite）としてギネス世界記録に認定された。

## はやぶさ2への分離カメラ搭載

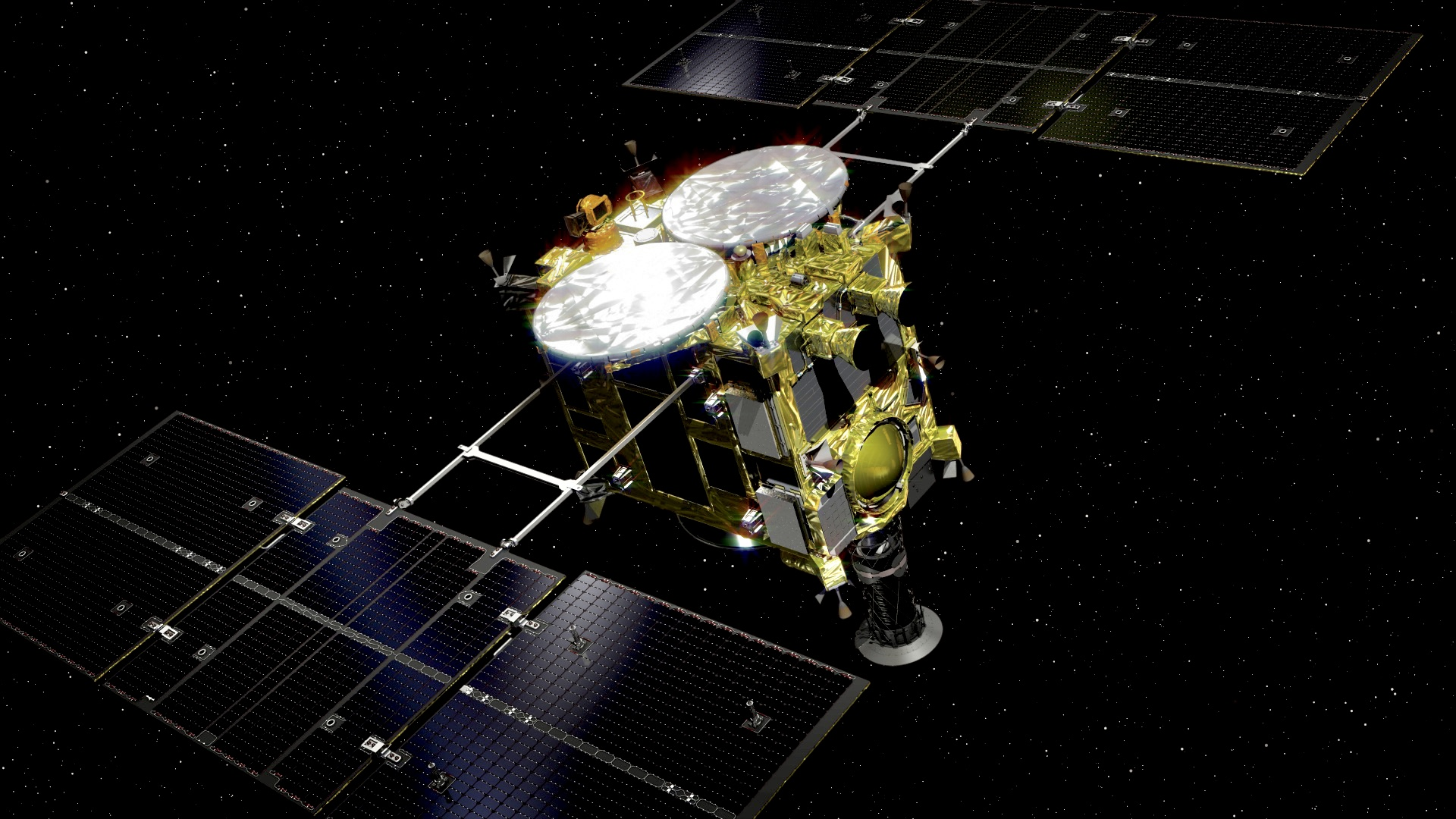
はやぶさ2の模型

はやぶさの後継機として計画されたはやぶさ2であったが、その実現までには紆余曲折があった。計画がなかなか進まない中、2009年にはやぶさ2は単にはやぶさの後継機ではなく、新規開発要素を加えていくことが必要であるとの判断がなされ、そこで探査対象小惑星に直径数メートルのクレーターを作るSCI（Small Carry-on Impactor 小型搭載型衝突装置）の搭載が検討されるようになった。これはプラスチック爆弾を破裂させることによって、約2キログラムの銅製の弾丸を小惑星表面に撃ち込み、人工クレーターを作って宇宙風化の影響を受けていない小惑星内部の物質のサンプルリターンに挑戦するという計画である。
SCIの計画が進むにつれて、人工クレーター形成時のはやぶさ2の避難先が課題となった。当初は弾丸が小惑星に衝突する状況を遠くから観測する予定であった。しかし人工クレーター形成時に放出される破片などによってはやぶさ2が損傷を受ける可能性があるため、結局、小惑星の影に退避することになった。しかしはやぶさ2が人工クレーター形成時に小惑星の影に隠れてしまうと、実際にSCIが作動したかどうかの確認が出来なくなってしまう。そこで2011年の初め頃になって、IKAROSに搭載したDCAM1、DCAM2のような分離カメラをはやぶさ2に搭載して、小惑星の影に隠れるはやぶさ2の代わりにSCIの作動を確認するアイデアが持ち上がった。
はやぶさ2に搭載されることが検討された分離カメラはDCAM3と名づけられた。当初の計画ではDCAM3の目的は、小惑星の影に退避するはやぶさ2の代わりにSCIが作動したかどうかの確認を行うことであり、また計画はオプション扱いであって、搭載が困難な事態となれば行わない予定であった。そこでDCAM3の開発は基本的にはDCAM1、DCAM2の設計を踏襲する形で制作が進められていった。ただしDCAM1、DCAM2はIKAROSのいわば自撮りが目的であるのに対して、DCAM3の撮影対象はSCIが衝突する小惑星であり、分離カメラを向ける対象が異なるために分離機構の設計に変更が必要であった。あと、DCAM3はDCAM1、DCAM2と比べて長い動作時間が要求されるため、搭載する電池の容量も増やす必要があった。

## 大幅な設計変更
DCAM3の開発は試作品であるエンジニアリングモデル制作まで進められたところで、大幅な設計変更を余儀なくされることになる。2012年10月、渡邊誠一郎がはやぶさ2のプロジェクト・サイエンティストに就任した後、はやぶさ2の科学観測を強化する動きが始まった。その流れの中で、SCIのプロジェクトにも衝突を専門とする研究者が参加するようになった。彼らは小惑星にSCIを衝突させることは大変に重要な実験であり、衝突の状態、そして小惑星から破片が飛び散っていく様子を詳細に観測することが大変に重要であると主張した。
こうなるとはやぶさ2の代わりにSCIが作動したかどうかの確認を行うのみとした当初計画の、基本的にDCAM1、DCAM2の設計を踏襲するやり方ではとうてい間に合わない。まず衝突時や小惑星から破片が飛び散る様子の詳細観察を行うためには、DCAM1、DCAM2で行ったようなアナログ動画を撮り続け、それをアナログ通信で送信するというやり方では画質が悪くて観測目的を達成できず、やはり高分解能のデジタル撮影を行うカメラを搭載して高速デジタル通信を行わねばならない。もちろんDCAM3の当初からの開発者は、衝突を専門とする研究者たちの要求に対して難色を示した。DCAM3はすでに試作品であるエンジニアモデルの制作段階まで進んでおり、そのような段階での大幅な設計変更、というよりもはや新規開発を行うのと同様な事態であり、これからでは開発が間に合わない、目的を達成できる性能を満たせないなどの理由で、DCAM3の搭載そのものが出来なくなってしまう可能性があった。しかし衝突を専門とする研究者たちの熱意は極めて高く、話し合いを進め、課題を整理していく中でDCAM3はほぼ新規開発同様の形に生まれ変わることになった。
はやぶさ2計画がかなり進行した段階で始められた大幅な設計変更であったので、この時点でDCAM3のはやぶさ2本体への取り付け、分離についてのインタフェースについては決まりつつあった。そのため、その条件を満たすようにDCAM3の大きさ、質量を決定し、衝突を専門とする研究者との間で約半年かけて設計を詰めていった。
まずDCAM3はアナログカメラ系であるDCAM3-Aとデジタルカメラ系のDCAM3-Dの2つのカメラが搭載されることになった。DCAM3-AはIKAROSに搭載されたDCAM1、DCAM2の後継機であり、リアルタイムでのモニターを行い。一方、DCAM3-Dは科学観測に用いられることになる。アナログとデジタルの2種類のカメラが搭載されることになった理由としては、アナログとデジタルのカメラはほぼそれぞれ別個に開発可能であったことと、更にデジタルカメラ系のDCAM3-Dは急遽開発が決まったため、バックアップの意味でもアナログカメラ系も必要とされた。
しかしアナログカメラとデジタルカメラを同居させるといっても、分離カメラという極めて限られたスペースの中で同居させるのは至難の業であった。そして重量、電力の制約もまた厳しかった。デジタルとアナログの信号の混信を防ぐことも課題となったが、DCAM3には先客であるアナログカメラ系のDCAM3-Aが配置されており、そこにデジタルカメラ系のDCAM3-Dが割り込む形となったため、電子基盤などの部品は小型かつ省電力のものを選び、更に効率よく配置を行い、何とかスペース内に納まるように設計を進めていった。とにかく科学観測のため高分解能が要求されるDCAM3-Dは、性能を保証するレンズとセンサーの組み合わせについては変更することが出来ず、その上でデータの圧縮装置、通信装置、アンテナ、そしてそれらの回路と一次電池を詰め込まねばならない。基盤や配線用のスペースをぎりぎりまで削っていって、それでも収まり切らなければ改めて部品を選びなおすといった作業が続けられた。
DCAM3-Dは高速デジタル通信ではやぶさ2にデータを送信しなければならない。そこで通信機能も課題となった。はやぶさ2までの距離が10キロメートルまでは4Mbps、10キロメートルから20キロメートルまでは1Mbpsで送信する計画であったが、試験段階で安定して10キロメートル先にデータを送れなかったり、画像処理が上手くできなかったりするトラブルが起きた。これははやぶさ2本体側の受信感度の問題であり、受信側の電力を少し上げることによって解決した。
またDCAM3は、はやぶさ本体から分離後、1-2時間作動する計画であった。そうなるとカメラや回路からの発熱で、1時間後には100℃を越えてしまうことが想定された。高温になると電池の寿命も短くなってしまうので、どうしても熱設計が必要となった。そこで円筒形をしたDCAM3の側面に、銀を蒸着させたテフロンの放熱面を作り、熱を逃がす設計となった。
そして2012年10月からのはやぶさ2計画におけるサイエンス強化の動きを受けて、DCAM3の新規開発といっても良いほどの大規模な設計変更が始まったため、どうしても他の機器に比べて開発が立ち遅れていた。DCAM3の設計変更開始時には他の機器は試作品であるエンジニアモデルの制作、試験そして検証を終え、フライトモデルの詳細設計に入りだしていた。DCAM3は製作期間としては通常の約3分の2の時間しか取れず、時間の厳しい制約が開発に重くのしかかった。
DCAM1、DCAM2と同様、DCAM3でも大幅に民生品を使用している。これは宇宙での信頼性が検証されている宇宙用の部品は、頑丈ではあるもののコンパクトではないものが多く、DCAM3のような極めて限られたスペースしか割けないものには使用できないためであった。結局、民生品を放射線耐性試験にかけて、宇宙環境で使用に耐える民生品部品を選び出していった。

## DCAM3とその運用

### DCAM3の仕様
DCAM3は直径78ミリメートル、長さ80ミリメートルの円筒形で、質量は550グラム強となり、DCAM1、DCAM2の約2倍の質量となった。DCAM3の内部にはアナログカメラであるDCAM3-Aとアナログ通信系、デジタルカメラであるDCAM3-Dとデジタル通信系、そして共通電源としてリチウム電池6本が搭載されている。またアナログ通信系とデジタル通信系が完全に分離しているため、DCAM3本体からアナログ系アンテナとデジタル系アンテナの2本のアンテナが伸びている。
はやぶさ2本体も、DCAM3-Aからのアナログデータを受信するアンテナと、DCAM3-Dからのデジタルデータを受信するアンテナの、DCAM3からのデータ受信用に2つのアンテナが設置された。DCAM3からの画像データは圧縮等の処理の上、はやぶさ2本体のシステムに保存されるが、はやぶさ2から地球に送信されるデータは膨大であり、DCAM3からの画像データが全て送信されるまでにはかなりの時間を要する見込みである。そのためDCAM3による小惑星リュウグウへのSCI衝突実験の撮影が成功したかどうか判明するまでには時間がかかるものと見られている。
DCAM3-D搭載のデジタルカメラは2000×2000ピクセルのCMOSセンサを使用し、視野は74度×74度という広角かつF値が1.7以下と明るい光学系となっている。これは約1キロメートルという距離から爆発前のSCI、そして小惑星上での衝突状態、そして小惑星から放出されるイジェクタ（放出物）を詳細に観測するために、明るく広角かつ高い分解能が要求されたことによる。DCAM3-Dの空間分解能は、計画されているDCAM3から小惑星リュウグウまでの約1キロメートルの距離では、1ピクセルあたり数十センチメートルから1メートルである。また小惑星の衝突現象の観測という科学目的を果たすため、撮影時間もDCAM1、DCAM2よりも長時間の約1-2時間となっている。
アナログカメラ系であるDCAM3-A以外にも、DCAM3はDCAM1、DCAM2の設計を引き継いだ面がある。まず探査機本体への取り付け方法はDCAM1、DCAM2の片持ち梁による保持方法を採用し、円筒形をしたDCAM3の、下4分の1あたりを押さえるように保持している。はやぶさ2からの放出時にはバネで押し出しながら本体の端を弾いて回転を加え、姿勢を安定させながら、DCAM3の撮影対象である小惑星リュウグウ方向にカメラを向けるように放出される。またDCAM3の撮影計画はあらかじめはやぶさ2打ち上げ時にプログラムされており、探査機本体を通じてのプログラム書き換えが不可能であることもDCAM1、DCAM2の設計を引き継いでおり、実際の探査時に決定するのは、はやぶさ2からの分離のタイミングのみである。

### DCAM3の観測計画
DCAM3で科学観測を行うDCAM3-Dの観測目的は
- SCIの発射と爆破、小惑星リュウグウへの衝突の確認
- SCIの衝突によって生成されるイジェクタの観測

の2点である。まずはやぶさ2の探査目標となるSCIによって形成されるクレータ探査のために、SCIの発射と爆破の状況の観測と小惑星リュウグウへの衝突、中でも衝突地点の位置確認を行う。そしてイジェクタの観測からは、まずイジェクタカーテンの大きさ、放出速度、ダストそのものの観測などからリュウグウのSCI衝突地点の物理構造を推定し、更にイジェクタの速度分布、クレーターの大きさ、そして衝突時の観測となるSCIのリュウグウへの入射角度等を合わせて、小惑星における衝突過程について明らかにすることが期待されている。
DCAM3の観測目的を達成するために
- 爆破前のSCIを検出、追跡ができること。
- SCIとその着弾地点を同時に画像に入れること。
- 観測結果の解析によって、誤差10パーセント以内で典型的なイジェクタの放出角度を決定できること。
- リュウグウへの着弾地点が岩盤であった場合、高速で放出されるイジェクタの撮影も可能であること。
- 撮影データを速やかにはやぶさ2へ送信すること。
- はやぶさ2がDCAM3の撮影データの地上へのダウンリンクが完了するまで、全データの保存が可能であること。

の、上記6点が要求されており、これらの要求に基づいてDCAM3の仕様、はやぶさ2とのインタフェース、そしてデータ処理、保存の方法が決定され、更にはDCAM3の撮影計画が立案された。
実際のDCAM3による観測計画では、まずはやぶさ2の制御によってリュウグウ表面上にSCIの照準を合わせた上で、リュウグウ表面から約500メートル地点でSCIをはやぶさ2から切り離す。切り離し後、はやぶさ2は退避行動に移行するが、退避の途中でSCIやSCIのリュウグウ衝突観測に適した地点で、DCAM3はレンズをリュウグウに向け、はやぶさ2の進行方向と反対側に約秒速1メートルで押し出される形で分離する。その際に姿勢を安定させるため、DCAM3に光軸と回転軸が一致するような回転を加える。分離時、はやぶさ2は秒速約1メートルで退避中であるため、DCAM3はリュウグウから見てほぼ静止状態で分離されることになる。なお、DCAMから爆発前のSCIとリュウグウ上のSCI衝突地点までの距離は約1キロの計画である。
DCAM3は、はやぶさ2から分離時から撮影を開始する。DCAM3-Dは
- SCI撮影モード
- イジェクタ撮影モード
- 小惑星撮影モード
- ダスト撮影モード

の、4つの撮影モードで撮影を行っていく。それぞれSCI、リュウグウ、そして衝突後のイジェクタカーテンの明るさ等についての理論的な見積もりに基づき、試験を行いながら各観測対象に最適化した撮影モードを決定したものである。まずSCI撮影モードではSCIに反射する太陽光を観測し、観測開始後、爆破までのSCIのリュウグウ表面への落下状況を観測する。イジェクタ撮影モードはSCI爆破、リュウグウ衝突後にイジェクタカーテンを観測する。イジェクタカーテンはやがてダストの密度が低下して見えなくなっていくので、その後、小惑星撮影モードでSCI衝突後のリュウグウ表面を観測する。最後のダスト撮影モードでは、DCAM3周辺のリュウグウの重力によって落下していくと考えられるダストの直接観測を試みる。DCAM3内蔵の一次電池使用可能時間は約1~2時間であり、電池切れまでダスト撮影モードを継続する予定であるが、リュウグウの重力によっては電池寿命が終わる前にDCAM3がリュウグウに衝突してしまう可能性があり、その場合、衝突時点で観測は終了する。
DCAM3-Dは2000×2000ピクセルという高解像度であるため、高頻度での撮影が続くとデータ送信が追いつかなくなる可能性がある。そこでフル解像度の撮影後には少し解像度を落とした画像を高頻度で取得し、その後フル解像度で撮影するという撮影サイクルを組み、良いタイミングでフル解像度画像が取得できるように工夫されたプログラムを組むことにした。なお、撮影頻度は最高速で1秒間に1枚を予定している。

### 運用結果
2019年4月5日11:13(JST)にSCIの分離が確認、退避中にDCAM3は展開され、11:32に分離がされたことが確認され、その頃にカメラの観測が開始した。11:50に通信が確立したことが確認された。アナログ系は11:50頃停止し、16:04にデジタル系観測終了コマンドを打ち、16:22に停止、16:39にそれが確認され運用を終了した。SCIの動作予定時刻から数秒後のアナログカメラの画像に、イジェクタカーテンが映っていることが確認され、SCIが正しく動作したと判断された
。デジタル系も動作しており、同様の撮影がされていることも確認された。

## 分離カメラの今後
IKAROSに搭載されたDCAM1、DCAM2、はやぶさ2に搭載されたDCAM3のような分離カメラは、今後の宇宙開発での応用が検討されている。まずDCAM1、DCAM2、DCAM3のような使い捨てカメラではなく、同じ使い捨てであっても親衛星に周回させながら運用する方法、更には再充電を行う再使用型、親衛星からの指令によって動作する遠隔操作型、分離カメラ自体の自律機能で撮影、航行を行う自律制御型などが検討されている。また大型の月着陸探査ミッション時など、着陸前に複数の分離カメラを月面に降下させて着陸時の詳細データを取得する、そして人工衛星に搭載し、衛星の故障時に分離して、衛星の状態を外から確認するなどのアイデアがある。